# CNN 영웅
CNN 영웅(CNN Heroes: An All-Star Tribute)은 매년 인도주의적 지원에 특별한 공적을 이룬 사람들에게 수상식을 하는 특별 방송으로 2007년부터 열린다. 시청자들은 수상자들을 추천하고 투표할 수 있다.